# محمد شقور
محمد شقور (توفي يوم 4 أغسطس 2017) كاتب وصحافي مغربي.
وُلدَ في تطوان أيام ``الحماية`` يوم 27 ديسمبر 1937 وفيها نشأ وتعلم. وحصل على الإجازة من مدريد، في تخصص الصحافة والعلاقات الدولية.زاول الصحافة في الرباط، وعُرف عنه إتقانه اللغات العربية والفرنسية والإسبانية، لذلك أدار مجلات باللغتيْن الإسبانية والفرنسية، مثل «المغرب Maroc» و«صحراؤُنا Nuestra Sáhara»، و«قضايا عربية Temas árabes»، و«إِيبِرْ-أطلس Iber-Atlas»، و«الإسلام والغرب Islam y Occidente». لكنّه عُرِف كاتباً وشاعراً باللغة الإسبانية. جمع بين العمل في الإعلام- بالإذاعة والتلفزة المغربية ووكالة المغرب العربي للأنباء في مدريد، التي عُيِّن مديراً لها- والعملِ في مجال الإبداع والنقد. عمل كمراسل لوكالة المغرب العربي للأنباء في إسبانيا ما بين 1978 و1997. 

## وفاته
توفي صباح الجمعة 4 أغسطس 2017، في بيته بمدريد، بعد معاناة طويلة مع المرض، عن سن ناهزت الثمانين عاماً.

## من مؤلفاته
وألف حوالي ثلاثين كتابا من بينها:
- «أنطولوجيا القصص المغربية باللغة الإسبانية»، بالتعاون مع خاثِينْطو لُوبّيثْ غُورْخِي، سنة 1985،
- «ملتقيات أدبية: المغرب-إسبانيا-إيبيروأمريكا» عن دار النشر كانْتاأَرَابْيَا في مدريد سنة 1987.
- «الأدب المغربي الإسباني اللسان»، بالتعاون مع سيرْخْيو ماثيَّاسْ عن منشورات ماغالِيا في مدريد سنة 1996،

وله في الشعر دواوين صوفيّة النَفَس، منها:
- «ديوان صوفي وقصائد أخرى» عن منشورات لاشيلَّابا.
- «تطوان» وهو ديوان مشترَك مع سيرخيو ماثِيَّاس، (وقد نال عنه جائزة الشعر لمدينة تطوان سنة 1986).